# Yacine Amaouche
Yacine Amaouche (ur. 26 czerwca 1979 w Amizourze) – algierski piłkarz grający na pozycji pomocnika.

## Kariera klubowa
Karierę piłkarską Amrouche rozpoczął w klubie SS Sidi Aich. W jego barwach zadebiutował w sezonie 1995/1996. W 1997 roku odszedł do pierwszoligowego klubu JSM Bejaïa. Spędził w nim 5 lat i na sezon 2002/2003 odszedł do Jeunesse Sportive de Kabylie. W sezonie 2003/2004 ponownie grał w JSM Bejaïa, a w sezonie 2004/2005 - w GC Mascara. W sezonie 2005/2006 był zawodnikiem MO Béjaïa, a w sezonie 2006/2007 - CA Batna. W 2007 roku wrócił do JS Kabylie i w 2008 roku wywalczył swój pierwszy w karierze tytuł mistrza Algierii. W 2009 roku został zawodnikiem klubu MSP Batna. W latach 2011–2012 grał w US Oued Amizour.

## Kariera reprezentacyjna
W reprezentacji Algierii Amaouche zadebiutował w 2000 roku. W 2000 roku został powołany do kadry na Puchar Narodów Afryki 2000. Na tym turnieju był rezerwowym i nie rozegrał żadnego spotkania. W kadrze narodowej od 2000 do 2003 roku rozegrał 4 mecze i strzelił 1 gola.